# Estufa cohete

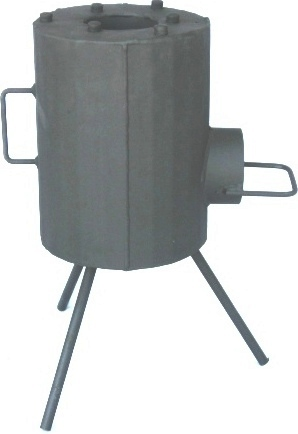
Una estufa cohete

Una estufa cohete /Rocket stove Type: L-Tube

Una estufa cohete es una estufa de cocción eficiente que usa combustible sólido. Son estufas de diámetro pequeño, que consumen el combustible en una cámara de combustión simple de alta temperatura que contiene una chimenea vertical aislada, lo que asegura la combustión completa previa a que las llamas alcancen la superficie de cocción. Los principios fueron descritos por el Dr. Larry Winiarski de Aprovecho en 1982, y algunas estufas basadas en este diseño ganaron los Premios Ashden en los años 2005 y 2006. El interés en las estufas cohete llevó al desarrollo de la estufa cohete de masa y otras innovaciones.

## Introducción
Una estufa cohete es una estufa que por su especial diseño consigue una combustión más eficiente del combustible frente a los hogares abiertos y las estufas tradicionales. Su diseño consigue:
- que haya una buena corriente de aire sobre el fuego,
- el uso controlado del combustible,
- una alta temperatura en la cámara de combustión, que a su vez asegura la combustión completa de muchas sustancias volátiles,
- un uso eficiente del calor resultante.

Ha sido usada para cocción, así como para calentar ambientes y agua, en el tercer mundo, notablemente en los campos de refugiados de Ruanda.
Los componentes principales de una estufa cohete son:
- Tambor de carga: donde se coloca el combustible no quemado y a partir del que se alimenta la cámara de combustión.
- Cámara de combustión: al final del tambor de carga, donde se quema la madera.
- Chimenea: chimenea vertical sobre la cámara de combustión para proveer la corriente ascendente necesaria para mantener el fuego.
- Intercambiador de calor: para transferir el calor hacia donde es necesario, por ejemplo, para cocción.

El tambor de carga puede ser horizontal, donde el combustible adicional será agregado manualmente, o vertical, para alimentación automática. A medida que el combustible se queme dentro de la cámara de combustión, las corrientes de convección arrastran nuevo aire dentro de la cámara de combustión desde abajo, asegurando que si hay humo de pirólisis incompleta de combustible cerca del fuego, también sea arrastrado hacia el fuego y a través de la chimenea. La chimenea se puede aislar para maximizar la temperatura y mejorar la combustión, de acuerdo a estudios esto aumentaría la eficiencia en un 2%. En una estufa cohete con masa térmica el calor pasa a un intercambiador de calor, para asegurar el uso eficiente del calor generado.
Para propósitos de cocción, el diseño mantiene el recipiente en contacto con el fuego a través de la mayor superficie posible. Se puede usar una cavidad especial para ollas para crear un canal angosto que fuerce el aire caliente a fluir a través del fondo y los costados del recipiente de cocción. Se pueden agregar bafles que guíen el aire caliente y las llamas por los costados de la olla. En caso de utilizarla para calefacción ambiental, el calor se transfiere a un repositorio de calor que puede en algunos casos ser parte de la casa misma. Los gases de escape salen del edificio por la chimenea.
El diseño de la estufa permite que opere con aproximadamente la mitad del combustible que usan los hogares de fuego abierto y puede usar madera de menor diámetro. Si se aíslan y elevan del suelo se reduce el riesgo de que los niños se quemen. Algunos diseños más recientes emplean la gravedad para automatizar la alimentación a medida que se requiere.

## Historia
Un precursor de la estufa cohete fue el quinqué o lámpara Argand, patentada en 1780. Esta fue un gran avance de la lámpara de aceite o candil, que introdujo una chimenea de vidrio por sobre la llama para aumentar el flujo de aire. Así como para iluminación, el diseño también fue usado para cocción y calentar agua debido a que 'proporcionaba la mayor cantidad de calor sin humo'.
El Dr. Larry Winiarski, ahora Director Técnico de Aprovecho, comenzó a desarrollar la estufa cohete en 1980 basado en una estufa VITA, diseñada por Sam Baldwin, usando los sistemas desarrollados por los romanos en los sistemas de calefacción y cocción Hipocausto completando el desarrollo de la misma en 1982. TWP y AHDESA fueron ganadores de los premios Ashden para energía sustentable en 2005 en la categoría 'Salud y Bienestar' por su trabajo en Honduras con la 'Estufa Justa' que se basa en los principios de la estufa cohete. También ganó el Premio Especial de África en los Premios Ashden del 2006 por su trabajo con estufas cohete para cocción institucional en Lesoto, Malaui, Uganda, Mozambique, Tanzania and Zambia.

## Tipos de estufas

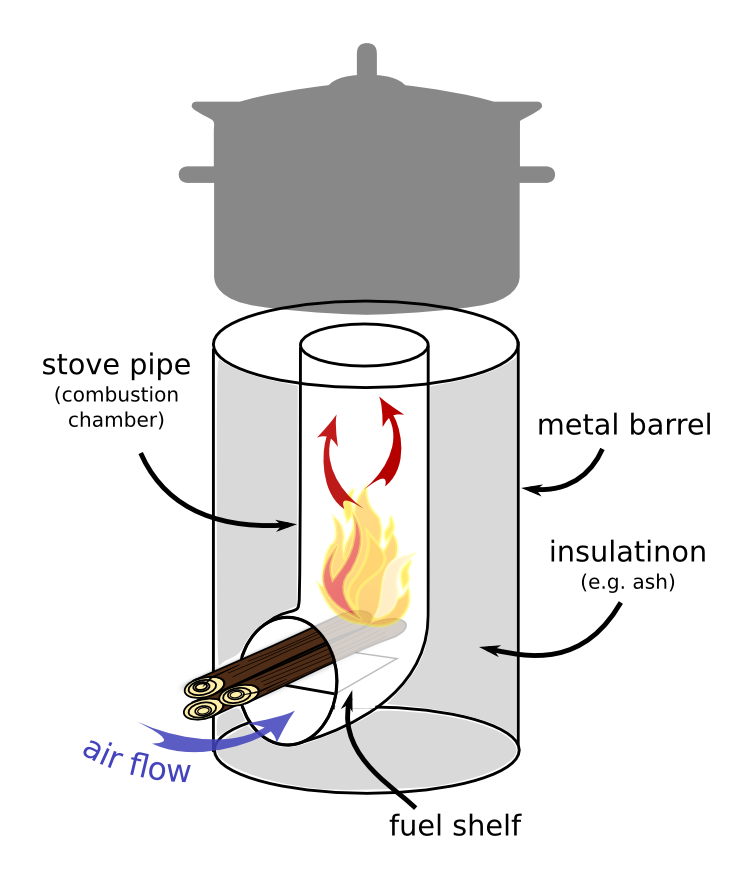
Estufa cohete barril para cocinar en exteriores

Una estufa cohete / Rocket stove Type: L-Tube

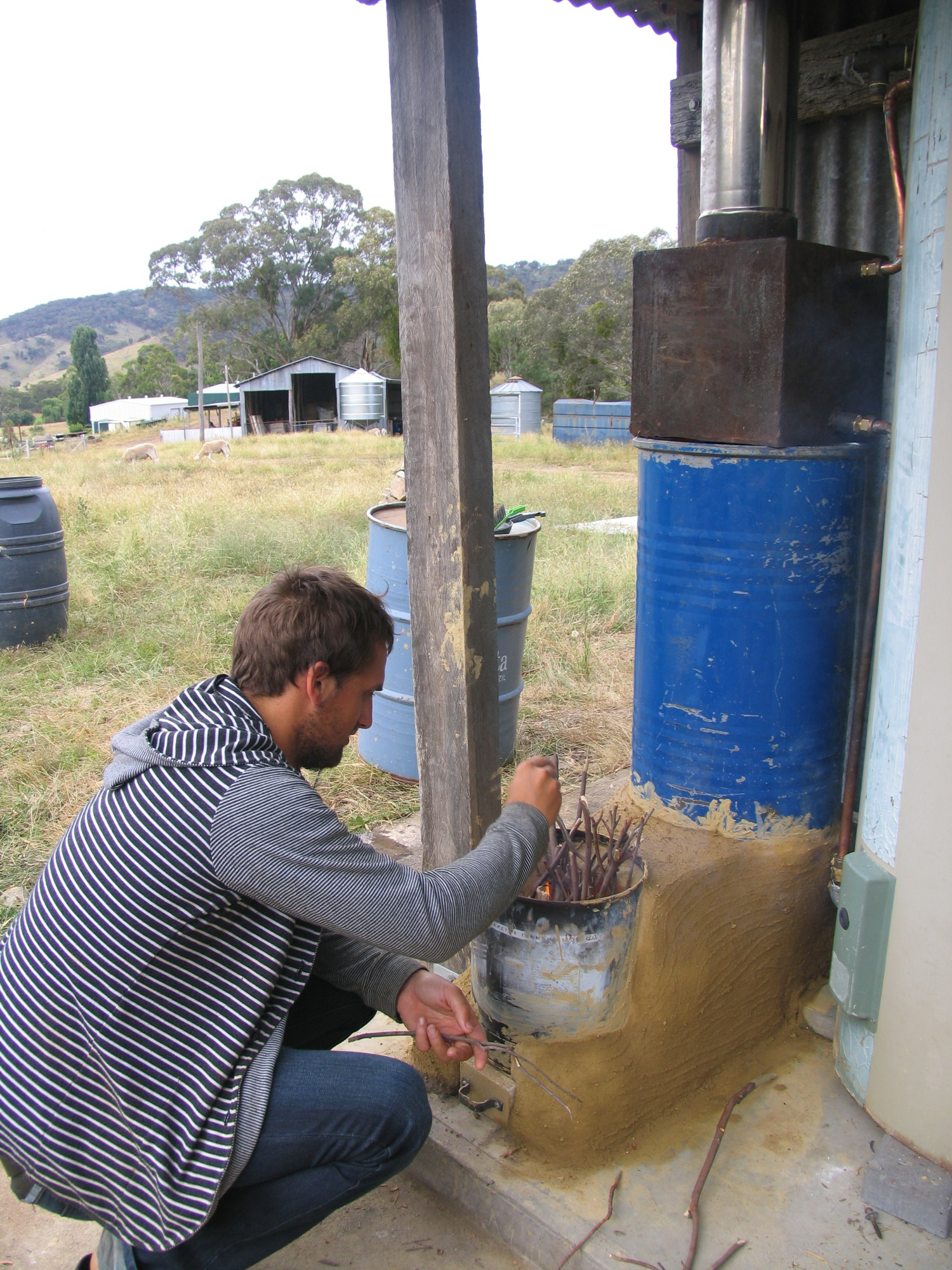
Estufa cohete añadida a un intercambiador de calor para calentar agua

### Estufa de cocción
La estufa cohete fue desarrollada originalmente para cocinar donde se requiera cantidades relativamente pequeñas de calor en modo continuo, aplicado en el fondo y los laterales de la olla. Las estufas pueden ser construidas a partir de ladrillos, latas de acero recicladas, chapa metálica o directamente ser compradas.

Las estufas cohete se encuentras más comúnmente en países en desarrollo donde los recursos de combustible de madera son escasos, pero también ha aumentado su uso en países desarrollados en los últimos años. Algunas son pequeñas para ser portátiles, con aislamiento dentro de un diseño de doble pared, y una cámara para la gasificación parcial de la biomasa y un mezclado adicional para aumentar la eficiencia térmica del combustible para proveer una combustión más completa y más limpia. La ventaja de las estufas cohete es la poca cantidad de combustible que necesitan para poder cocinar una comida, manteniendo el aire más limpio con menos monóxido de carbono.

### Calefacción ambiental
La estufa cohete de masa térmica usa el principio de estufa cohete dentro de un sistema diseñado para calentar aire directamente y también transferir mucho del calor desde los gases de escape al almacenamiento de masa térmica, usualmente hecho de cob. 
Descrito en detalle en el 2006, estos calefactores se están volviendo populares entre los autoconstructores, en construcción natural y dentro de la Permacultura.
En la provincia de Santa Fe, se anuncia un modelo de estufa cohete alimentada con ramas.

### Calentador de agua
Las estufas cohete pueden ser usadas para calentar agua a través de un intercambiador de calor que transfiere el calor a un cuerpo de agua en un recipiente cercano.

## Lecturas sugeridas
- Bilger, Burkhard. “Hearth Surgery - The quest for a stove that can save the world”. The New Yorker, 21 & 28 de diciembre de 2009, p. 84 a 97.
- Evans, Ianto y Jackson, Leslie. "Estufas Rocket de masa". Publicaciones Cob Cottage, 2006. Traducido por Conrado.